# Eurocup 2022-2023
L'Eurocup 2022-2023 (chiamata 7Days Eurocup per ragioni di sponsorizzazione) è stata la 21ª edizione del secondo torneo europeo di pallacanestro per club organizzato dall'Euroleague Basketball.

## Format competizione
Partecipano 20 squadre che vengono inserite in due gironi all'italiana da 10 squadre ciascuno. Le prime otto di ciascun gruppo avanzano al turno successivo a eliminazione diretta. Le ultime due classificate di ciascun girone vengono eliminate. Ottavi, quarti, semifinali e finale si giocano con gara secca.

## Squadre partecipanti
Le squadre partecipanti alla Regular season sono 20. L'Italia iscrive tre squadre, Francia, Germania, Spagna e Turchia due, Grecia, Israele, Lituania, Montenegro, Polonia, Regno Unito, Romania, Slovenia ed Ucraina una. 
A seguito dell'invasione russa in Ucraina, l'EuroLeague Basketball, dopo la sospensione delle squadre russe nel corso della scorsa stagione, ha stabilito che le stesse non potranno partecipare a questa stagione.
| Club              | Stagione | Città           | Palazzetto                    | Stagione precedente |
| ----------------- | -------- | --------------- | ----------------------------- | ------------------- |
| Amburgo Towers    | dettagli | Amburgo         | Inselparkhalle                | Ottavi di finale    |
| Aquila Trento     | dettagli | Trento          | BLM Group Arena               | Regular season      |
| Ulma              | dettagli | Ulma            | Ratiopharm Arena              | Quarti di finale    |
| Bourg-en-Bresse   | dettagli | Bourg-en-Bresse | Ekinox                        | Regular season      |
| Brescia           | dettagli | Brescia         | PalaLeonessa                  |                     |
| Budućnost         | dettagli | Podgorica       | Sportski centar Morača        | Ottavi di finale    |
| Bursaspor         | dettagli | Bursa           | Bursa Atatürk Sport Hall      | Finale              |
| Cedevita Olimpija | dettagli | Lubiana         | Arena Stožice                 | Quarti di finale    |
| Gran Canaria      | dettagli | Las Palmas      | Gran Canaria Arena            | Quarti di finale    |
| Hapoel Tel Aviv   | dettagli | Tel Aviv        | Shlomo Group Arena            |                     |
| Joventut Badalona | dettagli | Badalona        | Pabellón Olímpico de Badalona | Ottavi di finale    |
| Lietkabelis       | dettagli | Panevėžys       | Cido Arena                    | Ottavi di finale    |
| London Lions      | dettagli | Londra          | Copper Box                    |                     |
| Paris             | dettagli | Parigi          | Halle Georges Carpentier      |                     |
| Promitheas        | dettagli | Patrasso        | Dimitris Tofalos Arena        | Regular Season      |
| Prometej          | dettagli | Kam"jans'ke     | Arena Riga                    |                     |
| Reyer Venezia     | dettagli | Venezia         | Palasport Taliercio           | Ottavi di finale    |
| Śląsk Breslavia   | dettagli | Breslavia       | Hala Orbita                   | Ottavi di finale    |
| Türk Telekom      | dettagli | Ankara          | Ankara Arena                  | Ottavi di finale    |
| U Cluj            | dettagli | Cluj-Napoca     | BT Arena                      |                     |

## Regular Season
Se due o più squadre al termine ottengono gli stessi punti, vengono classificate in base ai seguenti criteri:
1. Scontri diretti
2. Differenza punti negli scontri diretti
3. Differenza punti generale
4. Punti fatti
5. Somma dei quozienti di punti fatti e punti subiti in ogni partita

### Gruppo A
| Pos | Squadra              | G  | V  | P  | PF   | PS   | DP   | Qualificazione          |       | PMT    | CJB    | ULM     | LIE   | JLB    | URV   | BRE   | BUR    | CLU    | COL    |
| --- | -------------------- | -- | -- | -- | ---- | ---- | ---- | ----------------------- | ----- | ------ | ------ | ------- | ----- | ------ | ----- | ----- | ------ | ------ | ------ |
| 1   | Prometej             | 18 | 14 | 4  | 1585 | 1483 | +102 | Qualificate ai play-off |       | —      | 95–90  | 105–106 | 82–71 | 96–82  | 93–76 | 79–72 | 90–84  | 105–82 | 94–68  |
| 2   | Joventut Badalona    | 18 | 13 | 5  | 1521 | 1408 | +113 | Qualificate ai play-off |       | 82–77  | —      | 82–76   | 81–60 | 80–85  | 90–87 | 80–63 | 83–82  | 104–81 | 96–91  |
| 3   | ratiopharm Ulm       | 18 | 11 | 7  | 1513 | 1504 | +9   | Qualificate ai play-off |       | 78–83  | 54–68  | —       | 78–69 | 110–98 | 81–80 | 90–98 | 92–86  | 91–71  | 97–85  |
| 4   | Lietkabelis          | 18 | 10 | 8  | 1425 | 1458 | −33  | Qualificate ai play-off |       | 72–80  | 76–90  | 80–76   | —     | 92–88  | 87–84 | 79–70 | 88–85  | 89–84  | 104–98 |
| 5   | J.L. Bourg-en-Bresse | 18 | 9  | 9  | 1477 | 1505 | −28  | Qualificate ai play-off |       | 92–85  | 65–86  | 78–85   | 86–73 | —      | 86–79 | 66–74 | 80–89  | 88–85  | 90–91  |
| 6   | Reyer Venezia        | 18 | 9  | 9  | 1453 | 1388 | +65  | Qualificate ai play-off |       | 71–75  | 74–80  | 89–69   | 74–71 | 73–79  | —     | 90–64 | 78–65  | 95–90  | 76–68  |
| 7   | Germani Brescia      | 18 | 8  | 10 | 1423 | 1429 | −6   | Qualificate ai play-off |       | 104–70 | 85–75  | 72–85   | 65–74 | 69–71  | 60–80 | —     | 110–74 | 103–84 | 84–82  |
| 8   | Bursaspor            | 18 | 8  | 10 | 1520 | 1526 | −6   | Qualificate ai play-off |       | 92–94  | 81–72  | 86–90   | 75–69 | 92–82  | 73–89 | 86–76 | —      | 95–80  | 111–93 |
| 9   | U-BT Cluj-Napoca     | 18 | 5  | 13 | 1517 | 1607 | −90  |                         |       | 87–96  | 98–82  | 81–84   | 75–77 | 79–88  | 80–85 | 91–86 | 87–83  | —      | 94–76  |
| 10  | Olimpija Lubiana     | 18 | 3  | 15 | 1499 | 1625 | −126 |                         | 89–94 | 78–100 | 108–78 | 87–94   | 75–88 | 77–73  | 80–83 | 73–81 | 80–88  | —      |        |

### Gruppo B
| Pos | Squadra              | G  | V  | P  | PF   | PS   | DP   | Qualificazione          |       | GCA   | TTA   | HTA    | PRO     | PAR    | BUD    | LON    | HAM   | TRE   | SLW    |
| --- | -------------------- | -- | -- | -- | ---- | ---- | ---- | ----------------------- | ----- | ----- | ----- | ------ | ------- | ------ | ------ | ------ | ----- | ----- | ------ |
| 1   | Gran Canaria         | 18 | 15 | 3  | 1535 | 1411 | +124 | Campione                |       | —     | 89–79 | 85–83  | 91–72   | 118–99 | 79–71  | 87–69  | 86–73 | 94–88 | 92–81  |
| 2   | Türk Telekom         | 18 | 13 | 5  | 1516 | 1412 | +104 | Qualificate ai play-off |       | 81–88 | —     | 89–77  | 85–75   | 75–90  | 77–72  | 102–74 | 98–74 | 81–66 | 76–63  |
| 3   | Hapoel Tel Aviv      | 18 | 13 | 5  | 1589 | 1395 | +194 | Qualificate ai play-off |       | 92–70 | 84–82 | —      | 108–69  | 95–79  | 64–70  | 76–59  | 91–85 | 93–63 | 103–73 |
| 4   | Promitheas           | 18 | 11 | 7  | 1482 | 1504 | −22  | Qualificate ai play-off |       | 93–82 | 83–98 | 83–100 | —       | 84–81  | 81–72  | 67–77  | 81–77 | 84–71 | 90–66  |
| 5   | Paris Basketball     | 18 | 10 | 8  | 1545 | 1539 | +6   | Qualificate ai play-off |       | 81–89 | 96–77 | 86–100 | 71–74   | —      | 103–87 | 85–96  | 87–84 | 86–75 | 89–85  |
| 6   | Budućnost            | 18 | 9  | 9  | 1396 | 1348 | +48  | Qualificate ai play-off |       | 69–94 | 71–84 | 89–79  | 95–89   | 74–77  | —      | 78–68  | 66–73 | 73–58 | 82–71  |
| 7   | London Lions         | 18 | 8  | 10 | 1454 | 1454 | 0    | Qualificate ai play-off |       | 57–60 | 84–89 | 93–95  | 89–93   | 80–93  | 78–87  | —      | 83–66 | 80–75 | 97–80  |
| 8   | Hamburg Towers       | 18 | 6  | 12 | 1459 | 1535 | −76  | Qualificate ai play-off |       | 76–83 | 83–88 | 98–91  | 103–105 | 91–74  | 59–87  | 75–103 | —     | 89–87 | 87–83  |
| 9   | Aquila Basket Trento | 18 | 4  | 14 | 1315 | 1471 | −156 |                         |       | 75–72 | 72–80 | 60–78  | 76–89   | 86–91  | 79–76  | 70–84  | 85–80 | —     | 72–61  |
| 10  | Śląsk Wrocław        | 18 | 1  | 17 | 1312 | 1534 | −222 |                         | 79–91 | 71–75 | 76–87 | 76–78  | 69–77   | 58–98  | 76–83  | 64–100 | 80–57 | —     |        |

## Fase a eliminazione diretta
Le prime otto classificate al termine della fase a gironi hanno avuto accesso agli ottavi di finale. Le partite della fase ad eliminazione diretta si sono giocate su gara secca, compresa la finale. Come di consueto, poi, negli incontri della fase ad eliminazione diretta, la squadra con il miglior piazzamento nella regular season ha avuto il vantaggio di giocare in casa. La squadra vincente ha ottenuto il diritto a giocare la prossima stagione di Eurolega.

### Tabellone
|  | Ottavi di finale | Ottavi di finale | Ottavi di finale |    |                 | Quarti di finale | Quarti di finale | Quarti di finale |  |    | Semifinali   | Semifinali | Semifinali |  |    | Finale       | Finale | Finale |
|  |                  |                  |                  |    |                 |                  |                  |                  |  |    |              |            |            |  |    |              |        |        |
|  | 1A               | Prometej         | 87               |    |                 |                  |                  |                  |  |    |              |            |            |  |    |              |        |        |
|  | 8B               | Amburgo Towers   | 79               |    |                 |                  |                  |                  |  |    |              |            |            |  |    |              |        |        |
|  | 8B               | Amburgo Towers   | 79               |    | 1A              | Prometej         | 80               |                  |  |    |              |            |            |  |    |              |        |        |
|  |                  |                  |                  |    | 1A              | Prometej         | 80               |                  |  |    |              |            |            |  |    |              |        |        |
|  |                  | 4B               | Promitheas       | 57 |                 |                  |                  |                  |  |    |              |            |            |  |    |              |        |        |
|  | 4B               | 4B               | Promitheas       | 57 | Promitheas      | 89               |                  |                  |  |    |              |            |            |  |    |              |        |        |
|  | 4B               |                  |                  |    | Promitheas      | 89               |                  |                  |  |    |              |            |            |  |    |              |        |        |
|  | 5A               | Bourg-en-Bresse  | 75               |    |                 |                  |                  |                  |  |    |              |            |            |  |    |              |        |        |
|  | 5A               | Bourg-en-Bresse  | 75               |    |                 |                  |                  |                  |  | 1A | Prometej     | 74         |            |  |    |              |        |        |
|  |                  |                  |                  |    |                 |                  |                  |                  |  | 1A | Prometej     | 74         |            |  |    |              |        |        |
|  |                  | 2B               | Türk Telekom     | 76 |                 |                  |                  |                  |  |    |              |            |            |  |    |              |        |        |
|  | 3A               | 2B               | Türk Telekom     | 76 | ratiopharm Ulm  | 92               |                  |                  |  |    |              |            |            |  |    |              |        |        |
|  | 3A               |                  |                  |    | ratiopharm Ulm  | 92               |                  |                  |  |    |              |            |            |  |    |              |        |        |
|  | 6B               | Budućnost        | 83               |    |                 |                  |                  |                  |  |    |              |            |            |  |    |              |        |        |
|  | 6B               | Budućnost        | 83               |    | 3A              | ratiopharm Ulm   | 76               |                  |  |    |              |            |            |  |    |              |        |        |
|  |                  |                  |                  |    | 3A              | ratiopharm Ulm   | 76               |                  |  |    |              |            |            |  |    |              |        |        |
|  |                  | 2B               | Türk Telekom     | 86 |                 |                  |                  |                  |  |    |              |            |            |  |    |              |        |        |
|  | 2B               | 2B               | Türk Telekom     | 86 | Türk Telekom    | 77               |                  |                  |  |    |              |            |            |  |    |              |        |        |
|  | 2B               |                  |                  |    | Türk Telekom    | 77               |                  |                  |  |    |              |            |            |  |    |              |        |        |
|  | 7A               | Germani Brescia  | 69               |    |                 |                  |                  |                  |  |    |              |            |            |  |    |              |        |        |
|  | 7A               | Germani Brescia  | 69               |    |                 |                  |                  |                  |  |    |              |            |            |  | 2B | Türk Telekom | 67     |        |
|  |                  |                  |                  |    |                 |                  |                  |                  |  |    |              |            |            |  | 2B | Türk Telekom | 67     |        |
|  |                  | 1B               | Gran Canaria     | 71 |                 |                  |                  |                  |  |    |              |            |            |  |    |              |        |        |
|  | 1B               | 1B               | Gran Canaria     | 71 | Gran Canaria    | 72               |                  |                  |  |    |              |            |            |  |    |              |        |        |
|  | 1B               |                  |                  |    | Gran Canaria    | 72               |                  |                  |  |    |              |            |            |  |    |              |        |        |
|  | 8A               | Bursaspor        | 66               |    |                 |                  |                  |                  |  |    |              |            |            |  |    |              |        |        |
|  | 8A               | Bursaspor        | 66               |    | 1B              | Gran Canaria     | 104              |                  |  |    |              |            |            |  |    |              |        |        |
|  |                  |                  |                  |    | 1B              | Gran Canaria     | 104              |                  |  |    |              |            |            |  |    |              |        |        |
|  |                  | 5B               | Paris            | 74 |                 |                  |                  |                  |  |    |              |            |            |  |    |              |        |        |
|  | 4A               | 5B               | Paris            | 74 | Lietkabelis     | 97               |                  |                  |  |    |              |            |            |  |    |              |        |        |
|  | 4A               |                  |                  |    | Lietkabelis     | 97               |                  |                  |  |    |              |            |            |  |    |              |        |        |
|  | 5B               | Paris            | 98               |    |                 |                  |                  |                  |  |    |              |            |            |  |    |              |        |        |
|  | 5B               | Paris            | 98               |    |                 |                  |                  |                  |  | 1B | Gran Canaria | 89         |            |  |    |              |        |        |
|  |                  |                  |                  |    |                 |                  |                  |                  |  | 1B | Gran Canaria | 89         |            |  |    |              |        |        |
|  |                  | 2A               | CJ Badalona      | 86 |                 |                  |                  |                  |  |    |              |            |            |  |    |              |        |        |
|  | 3B               | 2A               | CJ Badalona      | 86 | Hapoel Tel Aviv | 90               |                  |                  |  |    |              |            |            |  |    |              |        |        |
|  | 3B               |                  |                  |    | Hapoel Tel Aviv | 90               |                  |                  |  |    |              |            |            |  |    |              |        |        |
|  | 6A               | Reyer Venezia    | 80               |    |                 |                  |                  |                  |  |    |              |            |            |  |    |              |        |        |
|  | 6A               | Reyer Venezia    | 80               |    | 3B              | Hapoel Tel Aviv  | 74               |                  |  |    |              |            |            |  |    |              |        |        |
|  |                  |                  |                  |    | 3B              | Hapoel Tel Aviv  | 74               |                  |  |    |              |            |            |  |    |              |        |        |
|  |                  | 2A               | CJ Badalona      | 82 |                 |                  |                  |                  |  |    |              |            |            |  |    |              |        |        |
|  | 2A               | 2A               | CJ Badalona      | 82 | CJ Badalona     | 89               |                  |                  |  |    |              |            |            |  |    |              |        |        |
|  | 2A               |                  |                  |    | CJ Badalona     | 89               |                  |                  |  |    |              |            |            |  |    |              |        |        |
|  | 7B               | London Lions     | 78               |    |                 |                  |                  |                  |  |    |              |            |            |  |    |              |        |        |

### Ottavi di finale
| Squadra 1         | Risultato | Squadra 2       |
| ----------------- | --------- | --------------- |
| Prometej          | 87 - 79   | Amburgo Towers  |
| Promitheas        | 89 - 75   | Bourg-en-Bresse |
| ratiopharm Ulm    | 92 - 83   | Budućnost       |
| Türk Telekom      | 77 - 69   | Germani Brescia |
| Gran Canaria      | 72 - 66   | Bursaspor       |
| Lietkabelis       | 97 - 98   | Paris           |
| Hapoel Tel Aviv   | 90 - 80   | Reyer Venezia   |
| Joventut Badalona | 89 - 78   | London Lions    |

| Arbitri: | Carlos Cortés Rey Artūras Šukys Sébastien Clivaz |

|                |            |                   |
| Sydorov 21     | Punti      | 19 Childs, Cleary |
| Clavell 7      | Assist     | 5 Samar           |
| Stephens 9     | Rimbalzi   | 12 Childs         |
| Ronen Ginzburg | Allenatori | Benka Barloschky  |

| Arbitri: | Miguel Ángel Pérez Pérez Igor Dragojević Denis Hadžić |

|               |            |             |
| Morris 23     | Punti      | 22 Begarin  |
| Kullamäe 5    | Assist     | 10 Wallace  |
| Lipkevičius 9 | Rimbalzi   | 9 Kamagate  |
| Nenad Čanak   | Allenatori | Will Weaver |

| Arbitri: | Daniel Hierrezuelo Navas Leandro Lezcano Hüseyin Çelik |

|              |            |                 |
| Caboclo 19   | Punti      | 29 Green        |
| dos Santos 7 | Assist     | 8 Bell-Haynes   |
| Caboclo 11   | Rimbalzi   | 11 Kaba         |
| Anton Gavel  | Allenatori | Vlada Jovanović |

| Arbitri: | Saša Pukl Maxime Boubert Noam Gordon |

|              |            |                                |
| Tomić 16     | Punti      | 19 Zubčić                      |
| Guy 7        | Assist     | 5 Oni, Sharma                  |
| Tomić 9      | Rimbalzi   | 3 Oni, Taylor, Soluade, Zubčić |
| Carles Durán | Allenatori | Ryan Schmidt                   |

| Arbitri: | Anne Panther Hugues Thépénier Marko Juras |

|                   |            |                             |
| Munford, Timor 13 | Punti      | 18 Granger                  |
| Brown 8           | Assist     | 4 De Nicolao                |
| Munford 9         | Rimbalzi   | 5 Brooks, Tessitori, Willis |
| Danny Franco      | Allenatori | Neven Spahija               |

| Arbitri: | Gytis Vilius Jakub Zamojski Eduard Udyanskyy |

|                       |            |                   |
| Cowan, Kulboka 20     | Punti      | 16 Floyd          |
| Cowan 10              | Assist     | 9 Julien          |
| Conditt, Cowan 6      | Rimbalzi   | 10 Pelos          |
| Giannīs Christopoulos | Allenatori | Frédéric Fauthoux |

| Arbitri: | Mehdi Difallah Sérgio Silva Thomas Bissuel |

|              |            |                       |
| Shurna 17    | Punti      | 22 Bitim              |
| Albicy 5     | Assist     | 3 Clemmons, Dudzinski |
| Brussino 7   | Rimbalzi   | 14 Auguste            |
| Jaka Lakovič | Allenatori | Dušan Alimpijević     |

| Arbitri: | Oļegs Latiševs Robert Vyklický Dragan Porobić |

|                 |            |                  |
| Bouteille 21    | Punti      | 20 Massinburg    |
| Grant, Taylor 6 | Assist     | 5 Della Valle    |
| Yılmaz 12       | Rimbalzi   | 8 Gabriel        |
| Erdem Can       | Allenatori | Alessandro Magro |

### Quarti di finale
| Squadra 1         | Risultato | Squadra 2       |
| ----------------- | --------- | --------------- |
| Prometej          | 80 - 57   | Promitheas      |
| Türk Telekom      | 86 - 76   | ratiopharm Ulm  |
| Gran Canaria      | 104 - 74  | Paris           |
| Joventut Badalona | 82 - 74   | Hapoel Tel Aviv |

| Arbitri: | Milan Nedović Joseph Bissang Adar Peer |

|                 |            |               |
| Grant, Jones 20 | Punti      | 21 dos Santos |
| Grant 7         | Assist     | 5 dos Santos  |
| Sestina 8       | Rimbalzi   | 10 Caboclo    |
| Erdem Can       | Allenatori | Anton Gavel   |

| Arbitri: | Mehdi Difallah Tomasz Trawicki Dragan Porobić |

|                |            |                       |
| Stephens 17    | Punti      | 15 Thomasson          |
| Agada 7        | Assist     | 4 Cowan               |
| Balvín 8       | Rimbalzi   | 5 Dangubić            |
| Ronen Ginzburg | Allenatori | Giannīs Christopoulos |

| Arbitri: | Gytis Vilius Tomislav Hordov Rain Peerandi |

|                       |            |              |
| Brodziansky, Tomić 16 | Punti      | 21 Brown     |
| Guy 8                 | Assist     | 4 Brown      |
| Feliz 8               | Rimbalzi   | 10 Onuaku    |
| Carles Durán          | Allenatori | Danny Franco |

| Arbitri: | Robert Lottermoser Luka Kardum Eduard Udyanskyy |

|                                        |            |             |
| Inglis 23                              | Punti      | 18 Begarin  |
| Bassas 5                               | Assist     | 5 Wallace   |
| Albicy, Benite, Diop, Inglis, Shurna 4 | Rimbalzi   | 6 Kamagate  |
| Jaka Lakovič                           | Allenatori | Will Weaver |

### Semifinali
| Squadra 1    | Risultato | Squadra 2         |
| ------------ | --------- | ----------------- |
| Prometej     | 74 - 76   | Türk Telekom      |
| Gran Canaria | 89 - 86   | Joventut Badalona |

| Arbitri: | Matej Boltauzer Piotr Pastusiak Saulius Račys |

|                |            |           |
| Clavell 19     | Punti      | 19 Grant  |
| Balvín 5       | Assist     | 6 Grant   |
| Balvín 9       | Rimbalzi   | 14 Jones  |
| Ronen Ginzburg | Allenatori | Erdem Can |

| Arbitri: | Milivoje Jovčić Amit Balak Gentian Cici |

|              |            |                      |
| Albicy 17    | Punti      | 21 Feliz             |
| Slaughter 6  | Assist     | 6 Feliz              |
| Diop 6       | Rimbalzi   | 7 Brodziansky, Tomić |
| Jaka Lakovič | Allenatori | Carles Durán         |

### Finale
| Squadra 1    | Risultato | Squadra 2    |
| ------------ | --------- | ------------ |
| Gran Canaria | 71 - 67   | Türk Telekom |

| Arbitri: | Saša Pukl Rain Peerandi Adar Peer |

|                     |            |                     |
| Shurna 18           | Punti      | 17 Bouteille, Jones |
| Albicy, Slaughter 3 | Assist     | 4 Grant, Taylor     |
| Balcerowski 5       | Rimbalzi   | 11 Jones            |
| Jaka Lakovič        | Allenatori | Erdem Can           |

| Quintetto titolare | Quintetto titolare | Quintetto titolare     | Pt   | Rim  | Ass  |
| ------------------ | ------------------ | ---------------------- | ---- | ---- | ---- |
| C                  | 2                  | Aleksander Balcerowski | 5    | 5    | 2    |
| G                  | 4                  | A.J. Slaughter         | 16   | 4    | 3    |
| P                  | 6                  | Andrew Albicy          | 13   | 2    | 3    |
| AP                 | 9                  | Nicolás Brussino       | 11   | 3    | 0    |
| AG                 | 14                 | John Shurna            | 18   | 3    | 1    |
| Panchina:          |                    |                        |      |      |      |
| AG                 | 00                 | Damien Inglis          | 6    | 2    | 0    |
| G                  | 3                  | Jovan Kljajić          | n.e. | n.e. | n.e. |
| P                  | 5                  | Ferrán Bassas          | 0    | 1    | 1    |
| G                  | 8                  | Vítor Alves Benite     | 2    | 0    | 1    |
| AP                 | 10                 | Miquel Salvó           | 0    | 1    | 2    |
| C                  | 18                 | Khalifa Diop           | 0    | 2    | 0    |
| AG                 | 41                 | Oliver Stević          | 0    | 2    | 0    |
| Allenatore:        |                    |                        |      |      |      |
| Jaka Lakovič       |                    |                        |      |      |      |

| Gran Canaria |  | Türk Telekom |

| Gran Canaria  | Statistiche        | Turk Telekom  |
| ------------- | ------------------ | ------------- |
|               | Statistiche        |               |
| 13/25 (52.0%) | Tiro da 2          | 13/29 (44.8%) |
| 11/32 (34.4%) | Tiro da 3          | 9/26 (34.6%)  |
| 12/19 (63.2%) | Tiri liberi        | 14/23 (60.9%) |
| 7             | Rimbalzi offensivi | 12            |
| 24            | Rimbalzi difensivi | 29            |
| 31            | Rimbalzi totali    | 41            |
| 13            | Assist             | 13            |
| 14            | Palle perse        | 19            |
| 10            | Palle rubate       | 5             |
| 2             | Stoppate           | 2             |
| 25            | Falli              | 21            |

| Quintetto titolare | Quintetto titolare | Quintetto titolare | Pt   | Rim  | Ass  |
| ------------------ | ------------------ | ------------------ | ---- | ---- | ---- |
| P                  | 21                 | Tony Taylor        | 4    | 2    | 4    |
| PG                 | 22                 | Jerian Grant       | 16   | 7    | 4    |
| AP                 | 33                 | Erkan Yılmaz       | 0    | 3    | 3    |
| AP                 | 83                 | Axel Bouteille     | 17   | 3    | 1    |
| C                  | 88                 | Tyrique Jones      | 17   | 11   | 0    |
| Panchina:          |                    |                    |      |      |      |
| G                  | 2                  | Boran Güler        | n.e. | n.e. | n.e. |
| PG                 | 4                  | Mehmet Yağmur      | 3    | 4    | 0    |
| G                  | 7                  | Ridvan Öncel       | n.e. | n.e. | n.e. |
| C                  | 9                  | Semih Erden        | 3    | 1    | 0    |
| AG                 | 11                 | Berk Demir         | n.e. | n.e. | n.e. |
| C                  | 50                 | Micheal Eric       | 0    | 0    | 0    |
| AC                 | 77                 | Nate Sestina       | 7    | 4    | 1    |
| Allenatore:        |                    |                    |      |      |      |
| Erdem Can          |                    |                    |      |      |      |

| Vincitrice EuroCup 2022-2023 |
| ---------------------------- |
| Gran Canaria 1º titolo       |

## Premi

### Riconoscimenti individuali
| Riconoscimento            | Giocatore              | Squadra      | Note  |
| ------------------------- | ---------------------- | ------------ | ----- |
| Eurocup MVP               | Jerian Grant           | Türk Telekom | [ 1 ] |
| Eurocup Finals MVP        | John Shurna            | Gran Canaria | [ 2 ] |
| Eurocup Rising Star       | Aleksander Balcerowski | Gran Canaria | [ 5 ] |
| Eurocup Coach of the Year | Erdem Can              | Türk Telekom | [ 6 ] |

### Quintetti ideali
| All-Eurocup First Team 2022-2023 | All-Eurocup First Team 2022-2023 | All-Eurocup Second Team 2022-2023 | All-Eurocup Second Team 2022-2023 |
| -------------------------------- | -------------------------------- | --------------------------------- | --------------------------------- |
| Jerian Grant                     | Türk Telekom                     | J'Covan Brown                     | Hapoel Tel Aviv                   |
| D.J. Stephens                    | Prometej                         | Onuralp Bitim                     | Bursaspor                         |
| Axel Bouteille                   | Türk Telekom                     | Sam Dekker                        | London Lions                      |
| John Shurna                      | Gran Canaria                     | Bruno Caboclo                     | ratiopharm Ulm                    |
| Ante Tomić                       | Joventut Badalona                | Tyrique Jones                     | Türk Telekom                      |

### MVP di giornata
Regular season
| Giornata | Giocatore            | Squadra         | PIR | Ref.   |
| -------- | -------------------- | --------------- | --- | ------ |
| 1        | Arnoldas Kulboka     | Promitheas      | 31  | [ 9 ]  |
| 2        | J'Covan Brown        | Hapoel Tel Aviv | 39  | [ 10 ] |
| 2        | Joe Young            | Promitheas      | 39  | [ 10 ] |
| 2        | Ovie Soko            | London Lions    | 39  | [ 10 ] |
| 3        | Jordan Floyd         | Bourg-en-Bresse | 31  | [ 11 ] |
| 4        | Jaylen Hoard         | Hapoel Tel Aviv | 33  | [ 12 ] |
| 5        | Dave Dudzinski       | Bursaspor       | 28  | [ 13 ] |
| 6        | Ismaël Kamagate      | Paris           | 41  | [ 14 ] |
| 7        | Derek Willis         | Reyer Venezia   | 31  | [ 15 ] |
| 8        | Ondřej Balvín        | Prometej        | 34  | [ 16 ] |
| 9        | Jordan McRae         | Hapoel Tel Aviv | 32  | [ 17 ] |
| 10       | Jordan McRae (2)     | Hapoel Tel Aviv | 40  | [ 18 ] |
| 11       | J'Covan Brown (2)    | Hapoel Tel Aviv | 33  | [ 19 ] |
| 12       | Arnoldas Kulboka (2) | Promitheas      | 36  | [ 20 ] |
| 13       | Chinanu Onuaku       | Hapoel Tel Aviv | 35  | [ 21 ] |
| 14       | Jordan McRae (3)     | Hapoel Tel Aviv | 31  | [ 22 ] |
| 15       | Mitchell Watt        | Reyer Venezia   | 34  | [ 23 ] |
| 16       | Anthony Cowan        | Promitheas      | 34  | [ 24 ] |
| 17       | Anthony Cowan (2)    | Promitheas      | 38  | [ 25 ] |
| 18       | Jaylen Hoard (2)     | Hapoel Tel Aviv | 34  | [ 26 ] |

### Playoff
| Giornata         | Giocatore         | Squadra      | PIR | Ref.   |
| ---------------- | ----------------- | ------------ | --- | ------ |
| Ottavi di finale | Anthony Cowan (3) | Promitheas   | 32  | [ 27 ] |
| Quarti di finale | Jerian Grant      | Türk Telekom | 31  | [ 28 ] |
| Semifinale       | Axel Bouteille    | Türk Telekom | 22  | [ 29 ] |
| Finale           | John Shurna       | Gran Canaria | 13  | [ 2 ]  |